# We Can Work It Out
〈We Can Work It Out〉는 폴 매카트니와 존 레논이 쓴 영국의 록 밴드 비틀즈의 곡이다. 그 곡은 1965년 12월에 〈Day Tripper〉로 더블 A 사이드 싱글로 처음 발표되었다. 이번 발표는 영국에서 최초로 싱글곡의 두 곡이 공동 A 사이드로 홍보된 것이다. 이 곡은 이 밴드의 《Rubber Soul》 음반을 위한 세션 동안 녹음되었다. 싱글은 영국(1965년 베스트 셀러 A 사이드로 아이버 노벨로 어워드를 받은 곳), 미국, 호주, 캐나다, 아일랜드에서 1위를 차지했다.